# Saami Bay
Die Saami Bay ist eine Nebenbucht des Husvik Harbour an der Nordküste Südgeorgiens. Sie liegt nordöstlich des Point Purvis auf der Südseite der Pintail Peninsula.
Das UK Antarctic Place-Names Committee benannte sie 2013 in Anerkennung der Beiträge norwegischer Samen beim Einfangen nach Südgeorgien eingeschleppter Rentiere.